# Église Saint-Pierre-Saint-Paul de Passy-Grigny
Pour les articles homonymes, voir Église Saint-Pierre-et-Saint-Paul.
L'église Pierre et Paul de Passy-Grigny est une église romane construite du XIIe au XVe siècle.

## Historique
L'église Saint-Pierre-Saint-Paul est classée au titre des monuments historiques par arrêté en 1922.

## Architecture

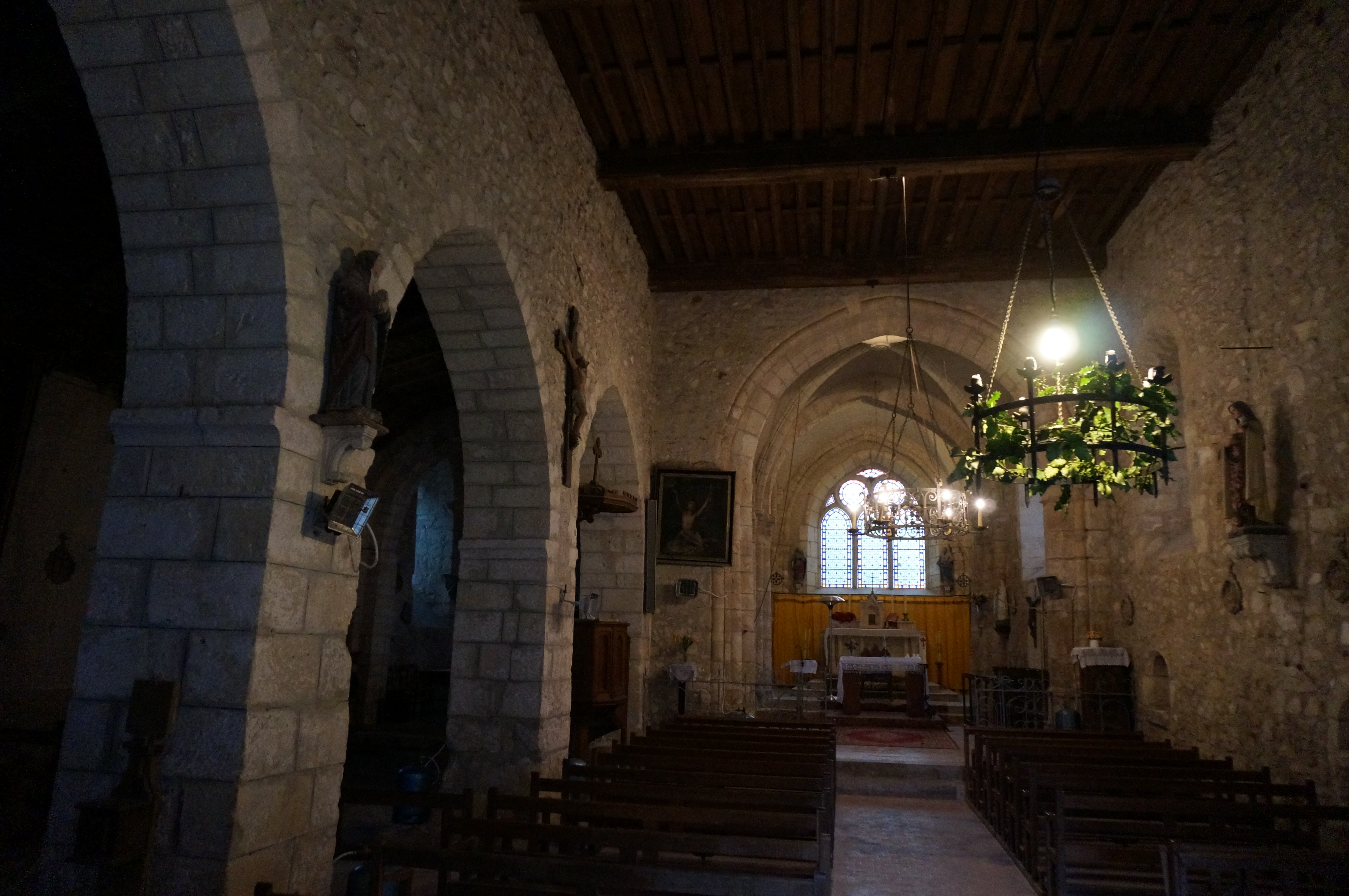
Nef romane.